# Javier Espínola
Javier Alejandro Espínola (San Martín, Provincia de Buenos Aires, 16 de diciembre de 1972) es un exfutbolista argentino nacionalizado paraguayo, que jugaba de mediocampista, es recordado por su paso en Cerro Porteño, equipo donde debutó profesionalmente. 

## Clubes
| Club                | País      | Año       |
| ------------------- | --------- | --------- |
| Cerro Porteño       | Paraguay  | 1994-1996 |
| Albacete Balompié   | España    | 1996-1997 |
| Cerro Porteño       | Paraguay  | 1997-1998 |
| América             | México    | 1999      |
| Necaxa              | México    | 1999      |
| Guaraní             | Paraguay  | 2000-2001 |
| Libertad            | Paraguay  | 2001      |
| Sportivo Luqueño    | Paraguay  | 2002-2003 |
| Talleres de Córdoba | Argentina | 2003-2004 |
| Sol de América      | Paraguay  | 2004      |
| César Vallejo       | Perú      | 2005      |
| Boca Unidos         | Argentina | 2005-2006 |
| Fernando de la Mora | Paraguay  | 2007      |
| Sportivo Trinidense | Paraguay  | 2008      |
| Sport Colombia      | Paraguay  | 2012-2013 |

## Palmarés

### Torneos nacionales
| Título           | Club          | País     | Año  |
| ---------------- | ------------- | -------- | ---- |
| Primera División | Cerro Porteño | Paraguay | 1994 |
| Primera División | Cerro Porteño | Paraguay | 1996 |